# 린지 슬론
린지 슬론(Lindsay Sloane, 1977년 8월 8일 ~ )은 미국의 배우이다.

## 출연 작품
- 엔딩스 비기닝스 (2019)
- 아메리칸 오지 (2011)
- 스트레스를 부르는 그 이름 직장상사 (2011)
- 내겐 너무 과분한 그녀 (2010)
- 디 아더 가이스 (2010)
- 워터 필스 (2009)
- 헨리 르페이의 여섯 부인들 (2009)
- 내 남자친구의 죽은 여자친구를 퇴치하는 법 (2008)
- 뉴욕은 언제나 사랑 중 (2008)
- The TV Set (2006)
- 도그 곤 러브 (2004)
- 익스포즈드 (2003)
- 위험한 사돈 (2003)
- 브링 잇 온 (2000)
- 세븐 걸프렌드 (1999)

### 텔레비전
- 케빈은 12살 (1991-93)
- 미녀마법사 사브리나 (1997-99)
- 요절복통 70 쇼 (2000)
- 더 레이트 레이트 쇼 위드 크레이그 퍼거슨 (2006-15)
- 오드 커플 (2015-17, The Odd Couple)